# Krężce
Krężce – wieś w Polsce położona w województwie łódzkim, w powiecie skierniewickim, w gminie Maków. W 2011 roku miejscowość tę zamieszkiwało 428 osób.

## Historia
W latach 1975–1998 miejscowość administracyjnie należała do województwa skierniewickiego. W latach 1977–1982 w gminie Skierniewice.
W 2013 r. Krężce wraz z Osiedlem Zdrojowym na terenie Skierniewic oraz sołectwami Maków i Dąbrowice uzyskały status obszaru ochrony uzdrowiskowej ("Obszar Ochrony Uzdrowiskowej Skierniewice – Maków"). Zostały pozbawione tego statusu w 2023 r.